# Krówniki (Przemyśl)
Krówniki – część miasta Przemyśla, położona w południowo-wschodniej części miasta, wzdłuż ulicy Ofiar Katynia.
Dawniej była to część wsi Krówniki, w związku z reformą administracyjną kraju jesienią 1954 włączonej do gromady Krówniki w powiecie przemyskim. 31 grudnia 1961 odłączona od gromady Krówniki i włączona do Przemyśla. Kolejną część Krównik (271 ha) włączono do Przemyśla 1 stycznia 1977.